# Yimenosaurus
Lo Yimenosaurus (il cui nome significa "rettile di Yiman") è un genere di sauropode plateosauride che ha vissuto in Cina durante il Giurassico. 

## Scoperta e denominazione
Il genere fu nominato per la prima volta nel 1990 da Ziqi Bai, Jie Yang e Guohui Wang, di cui si conosce una sola specie: Yimenosaurus youngi . Il nome della specie gli venne dato in onore del celebre paleontologo cinese Yang Zhongjian, padre della paleontologia cinese, conosciuto come CC Young in inglese. Il materiale noto comprende, uno scheletro parzialmente completo. Conosciuto da due esemplari, lo Yimenosaurus è relativamente conosciuto come specie di sauropodomorfo. Gli esemplari sono stati descritti in origine nel 1990 da Ziqi Bai, Jie Yang e Guohui Wang, e i descrittori hanno nominato un binomio completo, Yimenosaurus youngi. Bai lo nominò in base al luogo in cui venne trovato, ovvero nella contea di Yimen, in provincia di Yunnan. La specie venne chiamata così, per onore di Yang Zhongjian, padre e fondatore di tutta la paleontologia cinese, che era noto per il suo lavoro sui prosauropodi, e ha deciso di chiamarsi in inglese CC Young. Dei due esemplari, è stato scelto l'esemplare, noto da un cranio più completo. L'olotipo, YXV 8701, è noto per un cranio completo e da frammenti minori dell'osso attorno all'orbita, insieme agli elementi postcranici delle vertebre frammentarie cervicali e dorsali ecc. Invece l'esemplare YXV8702, è conosciuto da un solo cranio incompleto, da molte vertebre cervicali e dorsali, e d'altro ancora.